# سبز مغزپسته‌ای

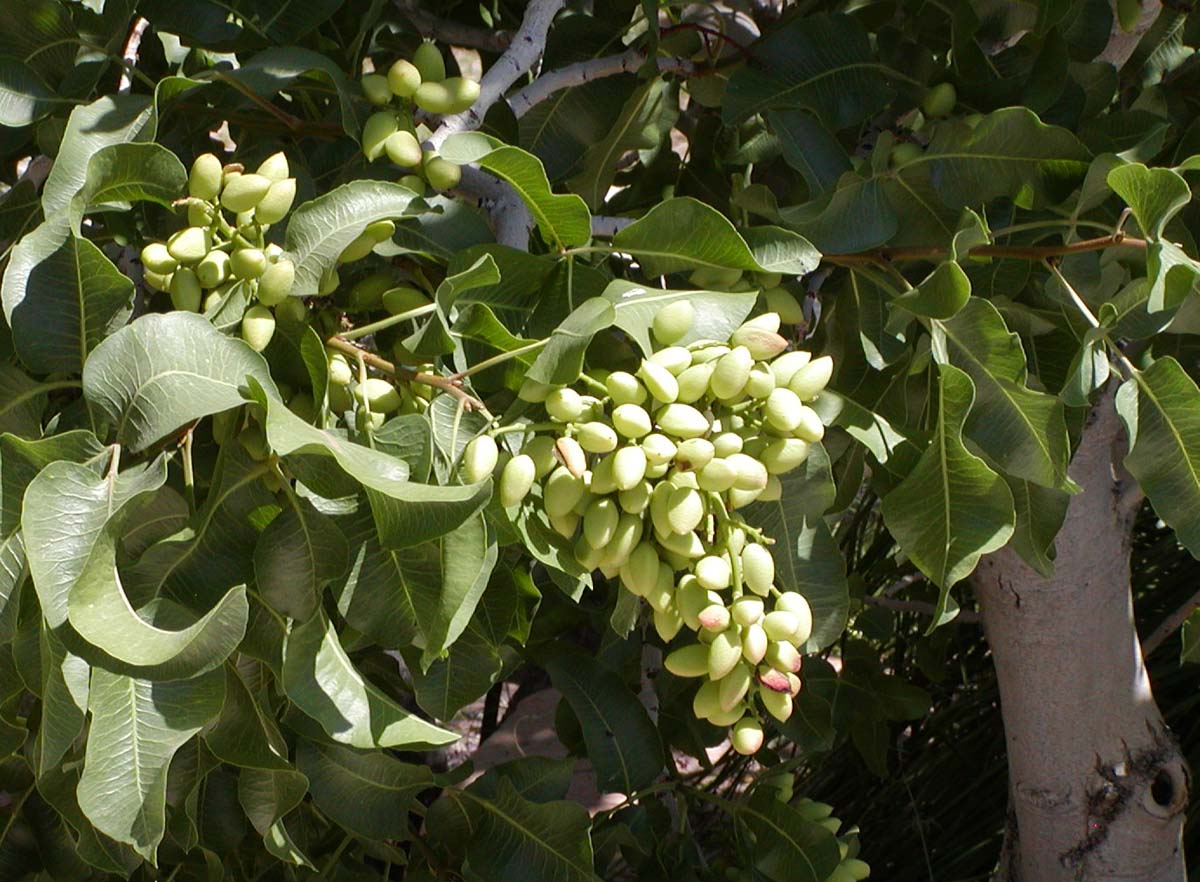

رنگ مغز پسته‌ای آمیزه‌ای است از زرد و سبز.
در چرخ رنگ‌ها، جای رنگ مغزپسته‌ای میان سبز مایل به زرد و زرد است.

## رنگ وبی با نام مغزپسته‌ای
رنگ رسمی وبی با کد 00FF00 که نام مغز پسته‌ای (pistachio) به آن داده شده در اصل سبز خالص است.